# Joseph Zyss
Joseph Zyss (né le 15 juin 1950) est un physicien français qui a développé la photonique moléculaire dans ses aspects fondamentaux (optique non linéaire, lasers) et appliqués (imagerie, télécommunications).
Joseph Zyss est professeur des universités (émérite) à l’École normale supérieure de Cachan, chercheur au Laboratoire de photonique quantique et moléculaire (UMR 8537), qu’il a créé et dirigé de 1998 à 2006.
Il est également fondateur (en 2002) et directeur (2002-2015) de l’Institut d’Alembert (IFR 121), une fédération de quatre laboratoires du CNRS à l’interface des sciences physiques (nanotechnologies et photonique) et des sciences de la vie (biologie cellulaire). Il a également créé en
2008, et codirige un Laboratoire européen associé (LEA NaBi) associant le CNRS à l’Institut Weizmann dans le domaine des nanobiotechnologies.
Il est ingénieur général des mines (en détachement dans l’enseignement supérieur depuis 1998) et a été chercheur au Laboratoire de Bagneux du centre national d’études des télécommunications de 1975 à 1997. Depuis la fin des années 1970, ses recherches portent sur la photonique moléculaire dont il est reconnu comme un des pionniers au niveau international, en particulier pour les effets optiques non linéaires dans les milieux moléculaires.
Ces recherches vont de la physique fondamentale jusqu’aux technologies et applications en composants à base de polymères pour les technologies de l’information ainsi qu’en imagerie biophotonique. Il est l’auteur de plus de 380 publications sur le sujet  et d’un portefeuille d’une quinzaine de brevets internationaux. Il a reçu plusieurs distinctions, dont le titre de fellow de l’Optical Society, le prix IBM de la Société Française de physique, le prix Yves Rocard de la Société française de physique, et le prix Gay-Lussac-Humboldt.